# Eduardo Asca
Eduardo Asca (Lima,  13 de octubre de 1953  - Lima, 16 de agosto de 2025) fue un entrenador de fútbol peruano, que tuvo una corta carrera como futbolista. Era hijo del exarquero de selecciones peruanas Rafael Asca.

## Trayectoria
De las divisiones inferiores de Sporting Cristal, integró el primer equipo desde 1972. Su debut ocurrió en 1973 ante Colegio Nacional de Iquitos, se retiró luego de unos años por una grave lesión en la pierna.
Rafael Asca estudió para director técnico y desde el año 1988 a 1990 fue entrenador de la Academia Cantolao Categoría 1980 en Ventanilla (formando Grandes figuras como Jose “La Bala” Moisela y a Carlos Lobatón, entre otros) luego en 1990 trabajó con los menores del Sporting Cristal. Su debut como entrenador del primer equipo ocurrió en el Campeonato Descentralizado 2004, dirigió como técnico interino al Cristal por ocho encuentros. Fue también entrenador del Sport Áncash durante el 2008 y 2009. Ese último año también dirigió a Atlético Torino de la Segunda División del Perú. En 2012 dirigió a Asociación Rancas y al año siguiente a Alipio Ponce, ambos equipos de la Copa Perú.

## Palmarés

### Como jugador
| Título                    | Club             | País | Año  |
| ------------------------- | ---------------- | ---- | ---- |
| Primera División del Perú | Sporting Cristal | Perú | 1972 |